# Young Buck
Девід Дарнелл Браун (англ. David Darnell Brown; нар. 15 березня 1981, Нашвілл, Теннессі, США), більш відомий під псевдонімом Young Buck — американський репер, учасник реп-гурту G-Unit. Наразі обіймає посаду президента власного лейблу Cashville Records. 1 жовтня 2013 вийшов на волю, відбувши 18-місячне ув'язнення за незаконне володіння зброєю. На початку 2014 презентував лінію одягу Dope Boy University.

## Раннє життя
З дванадцяти років Девід почав займатися репом під впливом успіху свого друга МакКлеа з Маямі. Коли МакКлеа переїхав до Таллахассі, штат Флорида, Браун почав записуватися на професійній студії. Трохи згодом він прочитав фрістайл Браяну Вільямсу (також відомому під сценічними іменами Birdman та Baby), співзасновнику Cash Money Records. Після кількох років на Cash Money Records, Браун та репер Juvenile вирішили залишити лейбл у 2000 р. та підписали контракт з UTP Records, де Девід пробув до 2003 р. Під час роботи з UTP Records він познайомився з 50 Cent, який пізніше підписав його до G-Unit Records та Interscope Records. Цього ж року Девід приєднується до гурту G-Unit.
У минулому Young Buck був торговцем наркотиками у Нашвіллі. Через це у нього стріляли. Коли репер спав, озброєні нападники увірвались до його будинку, під час перестрілки його було кілька разів поранено, але замість того, щоб відвідати лікарню репер та його озброєний приятель їздили вулицями у пошуках грабіжників. Пісня «Till I'm Dead and Gone» розповідає про цей інцидент.

## Кар'єра

### G-Unit
Після успіху на андеґраундній сцені Півдня його помітив 50 Cent і підписав на G-Unit Records'. Коли ворожнеча між G-Unit та Young Buck стала досягненням громадськості, 50 Cent оприлюднив записану телефонну розмову між ним та Девідом, де останній емоційно просить допомоги та поради у 50 Cent. Young Buck заявив, що дзвінок був фальшивим, відбувся за рік до оприлюднення і лише поліція має право записувати телефонні розмови. У 2009 р. ворожнеча вгамувалася, хоча на альбомі The Rehab, він дисить 50 Cent у треці «Hood Documentary».
1 червня 2014 G-Unit возз'єдналися на Summer Jam 2014 у складі 50 Cent, Бенкса, Єйо та Бака.

### Сольна кар'єра
Після того як Young Buck покинув G-Unit, він вступив з ними в біф, випустивши кілька пісень, в яких були зачеплені члени гурту, 50 Cent, а також інші виконавці. 50 Cent та G-Unit відповіли йому у своїх піснях. 13 вересня 2010 р. під час інтерв'ю з радіоведучою Анджелою Їі з радіо Shade 45 50 Cent заявив, що Young Buck досі підписаний на G-Unit Records.

## Особисте життя

### Фінансові проблеми
У серпні 2010 р., відразу після рейду Служби внутрішніх доходів до його будинку, виконавець оголосив себе банкрутом за статтею 13.
20 жовтня 2010 р. Служба внутрішніх доходів планувала виставити його майно на аукціон, але адвокат Бака подав позов, щоб зупинити продаж та повторне клопотання щодо перегляду банкрутства, яке більше не посилалося на судовий позов у розмірі $ 5 млн проти 50 Cent та інших сторін, пов'язаних з G-Unit.
Адвокат Брауна зміг переконати суд, що він продасть нерухомість вартістю $ 638,5 тис., щоб почати виплачувати податкову заборгованість. На слуханні 26 жовтня 2010 р. плани щодо аукціону були тимчасово призупинені.

### Збройні напади
2000 року Young Buck отримав кілька вогнепальних поранень під час вторгнення до його будинку в Нашвіллі. Нападники шукали наркотики. Баку зробили переливання крові в лікарні Вандербільта через травми, що загрожували життю.
Рано вранці у неділю 4 березня 2012 Бак став жертвою збройного нападу, здійсненого з автомобіля, що проїжджав повз. За інформацією поліції Нашвіллу, оприлюдненою на телеканалі WSMV-TV Channel 4, приблизно о 3:30, нападник на білому Chevrolet Tahoe під'їхав до позашляховика репера і відкрив вогонь, вистріливши 11 разів. На щастя, виконавець, який повернувся в своє рідне місто для роботи над новою музикою, не постраждав. Проте його дівчину, Кеніату Рейні, було поранено в плече. Її відвезли до лікарні «Вандербілт» і згодом виписали. Незадовго до стрілянини постраждалі мали палку суперечку у нічному клубі «La Bamba», що у Північному Нашвіллі. Поліція заявила, що всі сторони конфлікту одночасно покинули заклад. Наразі у цій справі нікого не заарештовано.

### Проблеми із законом
У 2010 р. Служба внутрішніх доходів провела обшук у помешканні Бака й знайшла Глок 22 40-го калібру та боєприпаси до нього. У 2005 р. виконавцю заборонили володіти зброєю через інцидент на Vibe Awards. В інтерв'ю журналу XXL репер заявив, що рейд був спланованою акцією, а пістолет належав його менеджеру, хоча він і був зареєстрованим на іншу особу.
13 липня 2012 р. Бака засудили до 18 місяців у Федеральній в'язниці середнього рівня безпеки в Язу-Сіті. Реперу дали місяць перерви, щоб він владнав свої проблеми. 6 серпня 2012 р. Девід сів до буцегарні. Після виходу на волю Бак буде ще три роки на випробувальному терміні.

## Конфлікти

### Інцидент на VIBE Awards
15 листопада 2004 р. Джиммі Джеймс Джонсон наблизився до Dr. Dre на VIBE Awards і попрохав автогафа до того, як Dr. Dre не вийшов на сцену. Після того як останній відмовився, Джонсон ударив його у потилицю. Зав'язалася бійка, яку кілька поліцейських намагалися розборонити. Було повідомлено, що Young Buck вдарив Джонсона ножем у спину. Після перегляду відеодоказів з церемонії поліцейський відділок Санта Моніки видав ордер на його арешт. Проте у грудні 2005 року розгляд справи загальмувався, унаслідок чого Young Buck уник судового розгляду.

### Lil Wayne
Young Buck випустив пісню «Off Parole» за участі Тоні Єйо, яка містила випади в бік Lil Wayne. Young Buck сказав, що реперу не слід сердитися, бо він говорив правду.
Станом на 2009 р. Buck та Wayne завершили свій біф і записали трек «Up's and Down's» для мікстейпу Back on My Buck Shit.

### DJ Khaled
Під час інтерв'ю для Rap City DJ Khaled запропонували обрати 8 класичних хіп-хоп альбомів. Він проіґнорував Get Rich or Die Tryin'. У відповідь Young Buck випустив трек «Personal (Unity)», направлений проти DJ Khaled і Terror Squad. У пісні Young Buck згадує багатьох людей, котрі взяли участь у записі другої платівки DJ Khaled We the Best.
12 вересня 2007 50 Cent був ведучим TRL. Young Buck вигукував «50 we the best. Listennn!», пародіючи поведінку DJ Khaled, яку той продемонстрував раніше у цьому ж шоу.
Два дні потому на TRL 50 Cent запропонували прослухати коментарі одного зі своїх ворогів у відео від Rap City: Fat Joe, Джа Рула, The Game чи DJ Khaled. Репер обрав останнього, той сказав, що він не вважає Get Rich or Die Tryin' класикою. Young Buck пізніше задисив його на мікстейпі G-Unit Radio Part 25 — Sabrina's Baby Boy.

### 50 Cent
Після численних чуток про біф усередині G-Unit у 2008 50 Cent вигнав Бака з гурту. З обох таборів в інтернет надходило безліч дисів". Кертіс виклав телефонну розмову між ним і Young Buck, де показано одну зі справжніх причин конфлікту: репер заборгував йому гроші. Young Buck пізніше заявив, що розмова відбулась рік тому.

## Дискографія
Студійні альбоми
- 2004: Straight Outta Cashville
- 2007: Buck the World

Незалежні альбоми
- 2002: Born to Be a Thug
- 2005: T.I.P.
- 2010: The Rehab

## Фільмографія
| Фільм | Фільм                   | Фільм              | Фільм |
| Рік   | Фільм                   | Роль               |       |
| ----- | ----------------------- | ------------------ | ----- |
| 2004  | Groupie Love            | У ролі самого себе |       |
| 2006  | Loyalty & Respect       | Смоук              |       |
| 2007  | Wild 'n Out             | Капітан команди    |       |
| 2008  | A Billion Bucks         | У ролі самого себе |       |
| 2011  | Beef: Behind the Bullet | У ролі самого себе |       |

## Нагороди та номінації
| Рік  | Номіновано                                          | Нагорода                                                                                | Результат |
| ---- | --------------------------------------------------- | --------------------------------------------------------------------------------------- | --------- |
| 2004 | G-Unit                                              | BET Awards — «BET Award за найкращий гурт»                                              | Номінація |
| 2007 | Get Buck                                            | Ozone Awards — «Найкращий відеокліп»                                                    | Номінація |
| 2008 | I Got Money (разом зі Stix Izza та Hi-C)            | Southern Entertainment Awards — «Пісня року»                                            | Номінація |
| 2009 | Starbucks (разом з All Star Cashville Prince)       | Southern Entertainment Awards — «Мікстейп року»                                         | Номінація |
| 2010 | Back on My Buck Shit                                | Southern Entertainment Awards — «Мікстейп року»                                         | Номінація |
| 2010 | Back on My Buck Shit                                | Southern Entertainment Awards — «Найкраще оформлення/графіка мікстейпу»                 | Номінація |
| 2010 | Young Buck                                          | Southern Entertainment Awards — «Виконавець року, що видає мікстейпи (серед чоловіків)» | Номінація |
| 2013 | G.a.S — Gangsta and Street (разом з Tha City Paper) | Southern Entertainment Awards – «Мікстейп року»                                         | Номінація |
| 2013 | Young Buck                                          | Southern Entertainment Awards – «Виконавець року»                                       | Номінація |